# غودزيلا (فلم 1998)
غودزيلا (بالإنجليزية: Godzilla) هو فيلم أمريكي من إخراج رولان إيميريش، صدر عام 1998.يُعد هذا الفيلم إعادة إنتاج لفيلم "غودزيلا" الذي أُنتج عام 1954 من إخراج إشيرو هوندا.

## القصة
في عام 1960 كانت فرنسا تُجري تجارب نووية فرنسية في جميع أنحاء أرخبيل توياماتو وبعد ثلاثين سنة، يهاجم مخلوق وحشي كبير سفينة يابانية في جنوب المحيط الهادئ نُقل الناجي الوحيد إلى بابيتي، إذ استجوبه عملاء المديرية العامة للأمن الخارجي وبدء يهمس اسم غوجيرا بعد أسطورة اليابانية القديمة. في نفس الوقت، كان هناك نيك تاتوبولوس وهو عالم أميركي شاب يعمل في اللجنة التنظيمية النووية وطلب منه ترك أبحاثه في تشيرنوبيل للذهاب مع مجموعة من الجنود إلى بنما. ثم اكتشف آثار أقدام عملاقة لوحش، عبر الخليج وداس قرية للوصول إلى المحيط الأطلسي.
المخلوق لا يستغرق وقتا طويلا في التحدث إليها، واجتاح عدة سفن للجيش تحت قيادة العقيد هيكس، في محاولة للعثور على المكان الذي سوف يتجه اليه وهذه هي نيويورك، على الساحل الشرقي. تاتوبولوس افتراض ممثل لبعض الأنواع البيولوجية الجديدة المشع عن طريق الإشعاع. ويتم وضع نيويورك بسرعة تحت الحصار من قبل الجيش، وفشل ذلك، على الرغم من انتشار كبيرة للجيش لوقف الوحش الزاحف وتاتوبولوس يكتشف أن الوحش هي أنثى وهي على وشك أن تضع مئة بيضة في الطابق السفلي من المدينة. وقد سرق المعلومات من قبل صديقته السابقة، الصحفية أودري.ونقل التقرير إلى الجيش الأمريكي، وصرح يجب على الجيش أن يستعد بأقرب وقت ممكن وذالك من قبل وكيل فيليب روش من المخابرات الفرنسية، الذي يريد أن يعثر على عش «غدزيلا» للقضاء عليه.

## ورقة البيانات
- عنوان: غدزيلا
- المخرج: رولاند إميريش
- السيناريو: دين دفلين ورولاند إمريش استنادا إلى قصة من قبل دين ديفلين، رولاند إمريش، تيد إليوت وتيري روسيو
- الموسيقى: ديفيد ارنولد ومايكل لويد
- التصوير الفوتوغرافي: Ueli ستيغر
- تحرير: بيتر وديفيد سيغل Amundson
- المؤثرات الخاصة: فولكر إنجل، باتريك Tatopoulos، كارين E. Goulekas وبيني كلاي
- مجموعات: أوليفر شول
- ازياء: جوزيف A. بورو
- الإنتاج: دين ديفلين، كيلي فان هورن، بيتر وينثر، رولاند إمريش، يوت إمريش ويليام فاي
- شركات الإنتاج: Centropolis الترفيه، فرايد أفلام، صور المستقلة، تريستار بمشاركة توهو
- الميزانية: $ 130,000,000
- بلد المنشأ: الولايات المتحدة الولايات المتحدة
- الشكل: اللون - 2.35:1 - DTS / Dolby الرقمية / المعيار - 35 ملم
- النوع: الخيال
- المدة: 140 دقيقة
- التواريخ الإصدار:
- الولايات المتحدة الولايات المتحدة 18 مايو 1998 (العرض الأول في العالم في نيويورك)، 20 مايو 1998 (الناتج القومي)
- كندا: 20 مايو 1998
- المملكة المتحدة: 17 يوليو 1998
- فرنسا: 16 سبتمبر 1998

## التوزيع
- ماثيو برودريك (VF: جان بيير مايكل وVQ: انطوان دوراند): الدكتور نيك
- جان رينو (VF: هو وDV غي نادون): فيليب روش
- ماريا Pitillo (VF: سيبيل Tureau وVQ: كريستين بيليه): أودري
- هانك أزاريا (VF: غابرييل لو الإغفاءة وDV: آلان Zouvi): فيكتور «الحيوان» Palotti
- كيفن دن (VF: جان كلود دوندا وVQ: لويس جورج جيرار): العقيد هيكس
- مايكل ليرنر (VF: ماريو سانتيني وVQ: أوبيرت Pallascio): عمدة إيبرت
- هاري شيرر (VF: سيرج بلومنتال وVQ: جان ماري Moncelet): تشارلز كايمان
- دوغ سافانت (VF: جان فرانسوا Vlérick وVQ: بينوا روسو): الرقيب اونيل
- ارابيلا الميدانية (VQ: فيوليت شوفو): وسي Palotti
- فيكي لويس (VF: آن دولوز): الدكتور إلسي تشابمان
- مالكولم Danare: الدكتور مندل كرافن
- كرستان أوبيرت جان لوك
- فيليب بيرجيرون جان كلود
- فرانك Bruynbroek: جان بيير
- شاحنة غولدمان (VF: إيف Beneyton وVQ: لويس دي سيسبيديس): جين ومساعد رئيس البلدية
- جريج كالاهان: محافظ مدينة نيويورك
- كريس إليس (VF: فيليب دوموند): عام أندرسون
- ريتشارد غانت: الاميرال فيلبس
- ديفيد بريسمان (VF: ريجيس ايفانوف): قائد الغواصة مرسى
- كريستوفر كاروثرز (VF: اريك Etcheverry): دلتا راديو
- نيكولاس J. Giangiulio (VF: باتريك مانشيني وVQ: إريك Gaudry): إد، مهندس WIDF أخبار
- نانسي كارترايت: وزير كايمان
- ولا Pashalinski: صيدلي
- رالف Manza: جو، الصياد القديم
- ليونارد ترمو (VF: ميشال Tugot-دوريس): أول قوات الدفاع الذاتى
- ويفر لي: إن قوات الدفاع الذاتى الثاني
- إرميا Golfier: صبي صغير
- فرانسوا Giroday: جان فيليب
- جلين Morshower: كايل

## تطوير
في 1980، المخرج الأميركي ستيف مينر يتلقى «إذنا خاصا» لتوهو لإنتاج فيلم أمريكي يضم غدزيلا مع المصور ويليام ستاوت والكاتب فريد ديكر، فإنه يحاول إنشاء المشروع. للأسف، لا يوجد الاستوديو الأمريكي يريد أن يستثمر
في عام 1992، استحوذت تريستار الحقوق إلى غدزيلا توهو لإنتاج ثلاثية ثم يتم تكبدها السيناريو تيد إليوت وتيري روسيو.ثم قدموا النصي النهائية في عام 1994.وبعد بضعة أشهر، يتم اختيار جان دي بونت مديرا وبدأت قبل الإنتاج للفيلم، المقرر الإفراج عنه في الصيف 1996.مدير غادر أخيرا المشروع بعد رفض تريستار تخصيص ميزانية 100 أو 120 مليون دولار.
كان الوقت قبل الإفراج عن مسرحية عيد الاستقلال ووقع المخرج رولاند إمريش ومنتج عميد دفلين لتولي المشروع، بشرط يمكن طرح أفكار خاصة بهم أنها كتابة ما يقرب من جميع السيناريو الأصلي من قبل تيد إليوت وتيري روسيو. البيئة ومضاد النوى راض قرر رولاند إمريش لتشمل العناصر المتعلقة بالتجارب النووية الفرنسية (بفضل جاك شيراك في موروروا، بولينيزيا الفرنسية، وبعد انتخابه في عام 1995).

## الممثلون
بالإضافة إلى إدراج إشارات إلى التجارب النووية الفرنسية، رولاند إمريش لديه فكرة إشراك الممثل الفرنسي جان رينو الذي يرفض دور وكيل سميث في فيلم ماتريكس لغدزيلا بدلا من ذلك.

## تصوير
بدأ تصوير مايو 1997 في نيويورك. بينما التصوير يحدث في جيرسي سيتي، اعصار قوي يدخل المدينة. ومع ذلك، قرر فريق للاستفادة من بعض الصور والأفلام في أعقاب اعصار، والتي ستكون آخر مفيد جدا.

## استقبال
الفيلم لا يوحي لي فيلم غامضة جدا مصنوعة غدزيلا في عام 1954 من قبل ايشارو هوندا. بعد ترحيب النقاد الفيلم سيئة، وأنه مخلوق كان يلقب GINO (غدزيلا في الاسم فقط)
تم إلغاء ثلاثية قدمت أخيرا من قبل شركة سوني بيكتشرز انترتينمنت بعد الإفراج عن هذا الفيلم. سلسلة الرسوم المتحركة، غدزيلا، ولدت سلسلة 1998-1999، بناء على الفيلم إمريش.

## الموسيقى التصويرية
ألف ديفيد أرنولد الموسيقى التصويرية للفيلم. ومع ذلك، فإن معظم أغاني الألبوم التجاري تم إنتاجها من قِبل شركة "إيبك" (Epic) وشارك فيها عدد من فناني موسيقى الراب والروك.
من أبرز هذه الأغاني كانت أغنية "Come With Me"، التي تضم اقتباسًا من أغنية "Kashmir" لفرقة ليد زيبلين، والتي حققت شهرة واسعة بين عشية وضحاها. كما حققت أغنية "Deeper Underground" نجاحًا عالميًا كبيرًا.

## الجوائز
- لأفضل مؤثرات خاصة (فولكر إنجل، باتريك Tatopoulos، كارين E. Goulekas وكلاي بيني) والجائزة ترشيح لأفضل مخرج وأفضل صورة رائعة، في حفل توزيع جوائز زحل 1999 التي تمنحها أكاديمية أفلام الخيال العلمي والخيال والرعب.
- أسوأ طبعة جديدة وأسوأ ممثلة مساعدة (ماريا Pitillo) وجائزة الترشيح لأسوأ فيلم، أسوأ مخرج وأسوأ سيناريو في حفل توزيع جوائز رازي 19 في عام 1998
- جائزة الجمهور لأفضل مخرج رولاند إمريش لجوائز الفيلم الأوروبي في عام 1998.
- BMI جائزة الموسيقى السينمائي في عام 1999 لديفيد أرنولد.

## روابط خارجية
- غودزيلا على موقع IMDb (الإنجليزية)
- غودزيلا على موقع ميتاكريتيك (الإنجليزية)
- غودزيلا على موقع روتن توميتوز (الإنجليزية)
- غودزيلا على موقع نتفليكس (الإنجليزية)
- غودزيلا على موقع قاعدة بيانات الأفلام العربية
- غودزيلا على موقع ألو سيني (الفرنسية)
- غودزيلا على موقع Turner Classic Movies (الإنجليزية)
- غودزيلا على موقع أول موفي (الإنجليزية)
- غودزيلا على موقع بوكس أوفيس موجو (الإنجليزية)
- غودزيلا على موقع فيلمافينيتي (الإسبانية)